# Hang Mạc Cao
Hang Mạc Cao (tiếng Trung: 莫高窟; Hán-Việt: Mạc Cao quật; bính âm: mò gāo kū) hay còn gọi là Hang động Ngàn Phật hay Thiên Phật Động (tiếng Trung: 千佛洞; bính âm: qiān fó dòng) là một hệ thống 492 ngôi đền nằm cách 25 km về phía đông nam trung tâm Đôn Hoàng, một ốc đảo nằm ở ngã ba đường tôn giáo và văn hóa trên Con đường tơ lụa, ngày nay thuộc tỉnh Cam Túc, Trung Quốc. Nó cũng có thể được gọi là hang Đôn Hoàng, tuy nhiên thuật ngữ này cũng được sử dụng để chỉ tất cả các hang động Phật giáo trong khu vực và xung quanh Đôn Hoàng như Tây Thiên Phật động, Đông Thiên Phật động, hang Du Lâm, hang Ngũ Cá Miếu Thạch. Hang Mạc Cao là nơi có chứa những ví dụ tốt nhất về nghệ thuật chạm khắc đá Phật giáo kéo dài trong khoảng 1.000 năm. Các hang động đầu tiên đã được xây dựng vào năm 366 sau Công nguyên như là nơi thiền định và thờ cúng của Phật giáo. Đây cũng là hang động Phật giáo nổi tiếng nhất Trung Quốc, cùng với Hang đá Vân Cương và Hang đá Long Môn trở thành ba địa điểm điêu khắc Phật giáo cổ đại nổi tiếng nhất Trung Quốc.
Một bộ sưu tập các tài liệu quan trọng được biết đến là Bản thảo Đôn Hoàng bao gồm các bản thảo lịch sử, tôn giáo, toán học đã được phát hiện vào năm 1900 tại một nơi được gọi là "Hang Thư viện" được xây dựng vào thế kỷ 11. Tuy nhiên, bộ sưu tập này đã bị phân tán ra khắp nơi trên thế giới và có mặt nhiều nhất tại Bắc Kinh, London, Paris, Berlin. Dự án Quốc tế Đôn Hoàng (IDP) chính là nỗ lực hợp tác quốc tế để thu thập các tác phẩm học thuật của Bản thảo Đôn Hoàng cùng nhiều tài liệu khác. Hang Mạc Cao hiện là địa danh du lịch nổi tiếng, một số hang trong quần thể này được mở cửa cho du khách tham quan.

## Tên nguyên
Trong tiếng Trung Quốc nó thường được gọi là "Thiên Phật động" (tiếng Trung: 千佛洞; bính âm: qiānfó dòng) có nghĩa là "Động ngàn Phật". Đây là cái tên mà các học giả suy đoán là liên quan đến truyền thuyết hình thành hang Mạc Cao khi một nhà sư đã nhìn thấy hình ảnh ngàn Phật tại đây. Tuy nhiên, thực tế là cái tên này có thể xuất phát từ số lượng lớn các hình ảnh Phật hoặc các nhân vật được vẽ trên tường các hang động. Cái tên Mạc Cao (tiếng Trung: 莫高窟; bính âm: Mògāo kū) được sử dụng trong triều đại nhà Đường, khi Mạc Cao là một khu vực hành chính có các hang động này. Mạc Cao có nghĩa là "không ai bằng" hay "có một không hai" Mạc Cao cũng là cái tên sử dụng cho một trấn (莫高镇) nằm ở thành phố Đôn Hoàng khi nó là một tiền đồn để cảnh báo các cuộc tấn công của các bộ lạc du mục.

## Nghệ Thuật

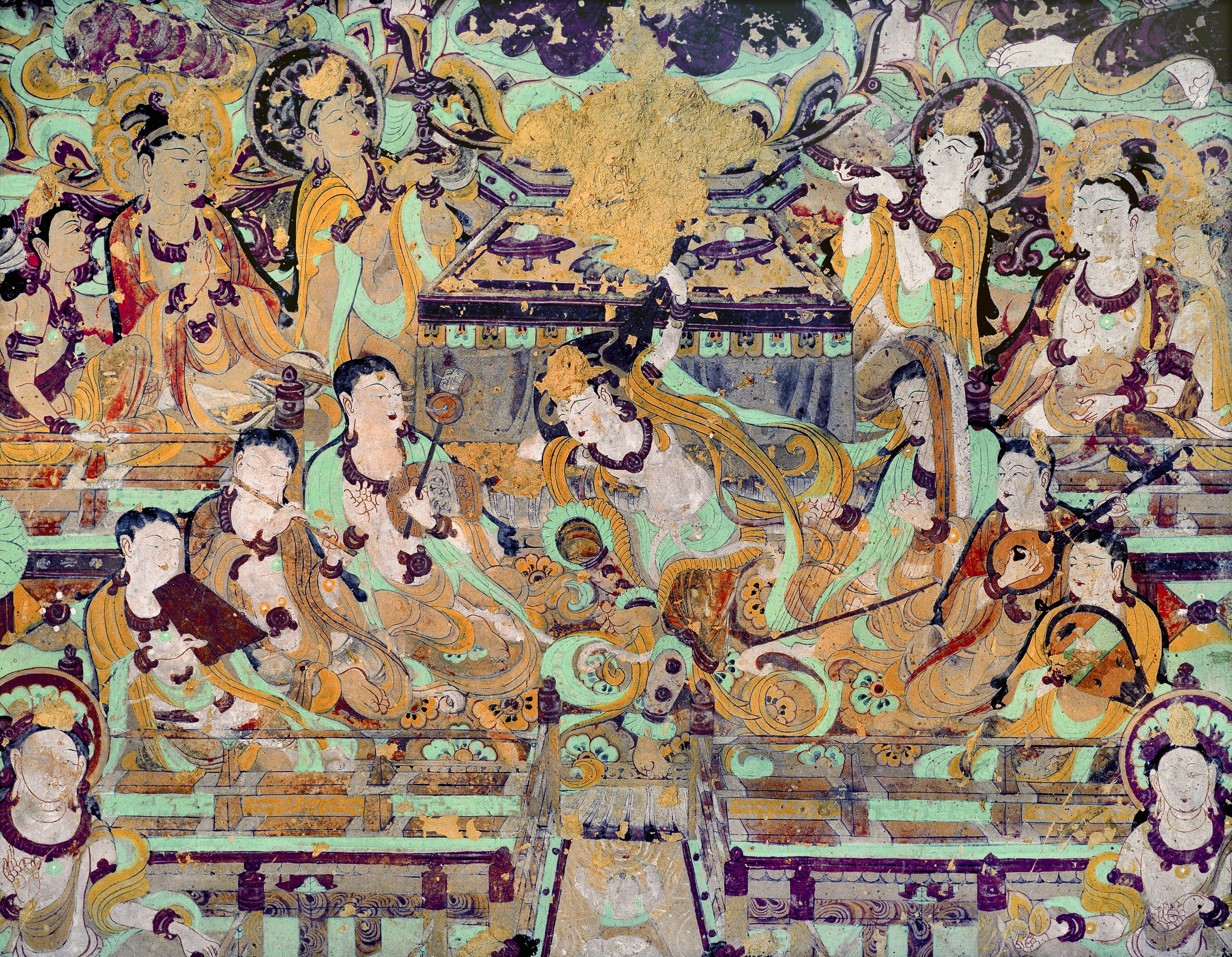
Một bức bích họa trên tường trong hang vẽ về tiên nữ và dàn nhạc

Nghệ thuật tại đây gồm hơn 10 loại bao gồm kiến trúc, điêu khắc đắp vữa, tranh tường, tranh lụa, thư pháp, mộc bản, thêu, văn học, âm nhạc, khiêu vũ, và giải trí. Hang Mạc Cao là ví dụ điển hình của kiến trúc cắt đá nhưng không giống như Long Môn và Vân Cương khi đá địa phương là một tập hợp của sỏi khá mềm, không phù hợp cho cả điêu khắc hay xây dựng kiến trúc phức tạp. Nhiều trong số các hang động được xây dựng bằng đá cắt Phật giáo trước cả phong cách Chaitya được thấy tại nhiều nơi như tại Hang động Ajanta ở Ấn Độ với một cột vuông trung tâm, các tác phẩm điêu khắc trong hốc đá và các bảo tháp tròn. Nhiều trong số các hang động chịu ảnh hưởng từ kiến trúc đền chùa truyền thống Trung Quốc và Phật giáo. Các hang động này có thể có trần hình chóp cắt đôi giống như một cái lều, hoặc đôi khi có dạng phẳng hoặc có thể lấy cảm hứng từ một nhà truyền thống. Một số hang động lớn được sử dụng như là một tu viện Ấn Độ (Vihara) và các gian phụ chỉ đủ cho một người ngồi thiền.

### Nghệ thuật Hội Họa
Một điểm đặc biệt ngoài cấu trúc hang động phải kể đến mỹ thuật Phật Giáo như: Bích họa trong hệ thống các hang động.
Nghệ thuật tạo hình như một sự chuyển hóa trung gian, kết nối giữa mỹ thuật Phật giáo Ấn Độ, Trung Á và Trung Hoa.
Ví dụ như, sự hoàn thiện chuyển hóa từ con chữ sang nghệ thuật hình ảnh từ các bộ kinh như kinh Pháp Hoa, kinh Di Đà... thành các tác phẩm hội họa mà ngày nay chúng ta gọi là Biến Kinh Đồ. Trong tác phẩm Biến Kinh Đồ "Kinh Quán Vô Lượng Thọ", Phi thiên bay trên không trung, mây ngũ sắc cát tường đưa Phi thiên sà xuống, có hình Phi thiên lại cưỡi mây bay lên, tay tán hoa khắp bầu trời, tay cầm lẵng hoa hoặc đang tấu nhạc bằng các loại nhạc cụ như tỳ bà, tiêu, sáo,... tạo nên một tác phẩm hội họa diễn bày ý kinh sống động, hoan hỷ đúng như tư tưởng diễn tả về cảnh Tây Phương Cực Lạc.
Tiếp nữa phải kể đến hình tượng tuy không phải là chủ thể nhưng là dấu ấn quan trọng của lịch sử tạo hình dân gian cũng như bác học từ thười kỳ hình thành hang Mạc Cao cho đến đời đường đó là hình tượng Thiên nữ tán hoa. Bằng chứng cho thấy, trên tường ở hang Mạc Cao đều có những bức bích họa về tiên nữ và dàn nhạc. 
Dàn nhạc bao gồm: Đàn tranh,đàn sắt, tần cầm, đàn tam, sênh, bài tiêu, tỳ bà, không hầu,...
Để đánh giá đúng tầm quan trọng của hình tượng Thiên Nữ Tán Hoa. Thành phố Đôn Hoàng đã sử dụng làm biểu tượng của thành phố.